# Public Enemies (película de 1996)
Public Enemies es una película de 1996 dirigida por Mark L. Lester. La película se centra en la figura de los años 30 Kate "Ma" Barker y sus hijos criminales. La película fue filmada en Guthrie, Oklahoma.

## Argumento
Abusada sexualmente por sus hermanos, Kate Barker huye para verse implicada en el contrabando de alcohol. Se casa con el decente George Barker y da a luz a cuatro hijos, Herman, Arthur ("Doc"), Lloyd y Freddie. Ésta anima sus hijos para que cometan delitos.
Pronto se convierten en notorios delincuentes. El líder del FBI, J Edgar Hoover, pone al agente Melvin Purvis a trabajar en el caso. Entretanto Alvin Karpis se une a la pandilla. Uno de los robos deja a uno de los hijos de Barker muerto, Herman,  y el otro es capturado, Freddie. Arthur Dunlop, un guardia de prisión corrupto, ayuda a Freddie a escapar y se convierte en el amante de la madre. Dunlop planea un secuestro que les dará $100,000, pero casi sale mal debido a su incompetencia. Por ello, la pandilla lo asesina, y también asesinan a otro socio incompetente. Por este tiempo Purvis está tras ellos. Lloyd y Arthur son arrestados en Chicago, y Ma y Freddie son asesinados en un tiroteo en Florida.

## Reparto
- Theresa Russell - Ma Barker
- Eric Roberts - Arthur Dunlop
- Alyssa Milano - Amaryllis
- James Marsden - Doc Barker
- Richard Eden - George Barker
- Joe Dain - Lloyd Barker
- Gavin Harrison - Freddie Barker
- Joseph Lindsey - Herman Barker
- Brian Peck - J. Edgar Hoover
- Dan Cortese - Melvin Purvis
- Grant Cramer - Samuel P. Cowley
- Frank Stallone - Alvin Karpis
- Rex Linn - Al Spencer
- Leah Best - Joven Ma Barker